# Santa Maria Madre della Provvidenza a Monte Verde

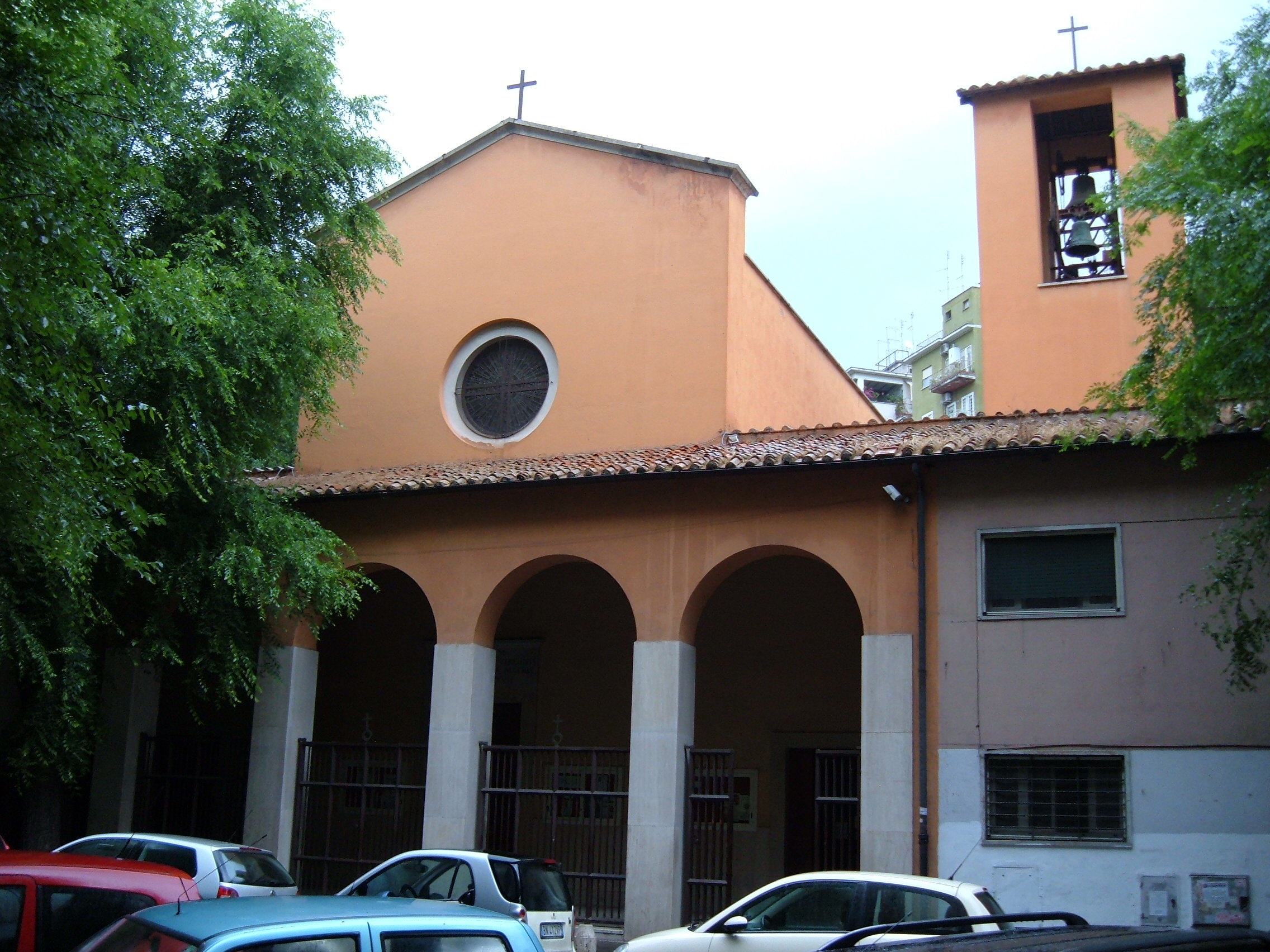
Vista da igreja.

Santa Maria Madre della Provvidenza a Monte Verde é uma igreja titular de Roma localizada na Via di Donna Olimpia, no bairro de Monteverde do quartiere Gianicolense. É dedicada a Nossa Senhora da Providência. O cardeal-presbítero do título cardinalício de Santa Maria Mãe da Providência no Monte Verde é o brasileiro Orani João Tempesta, arcebispo do Rio de Janeiro.

## História

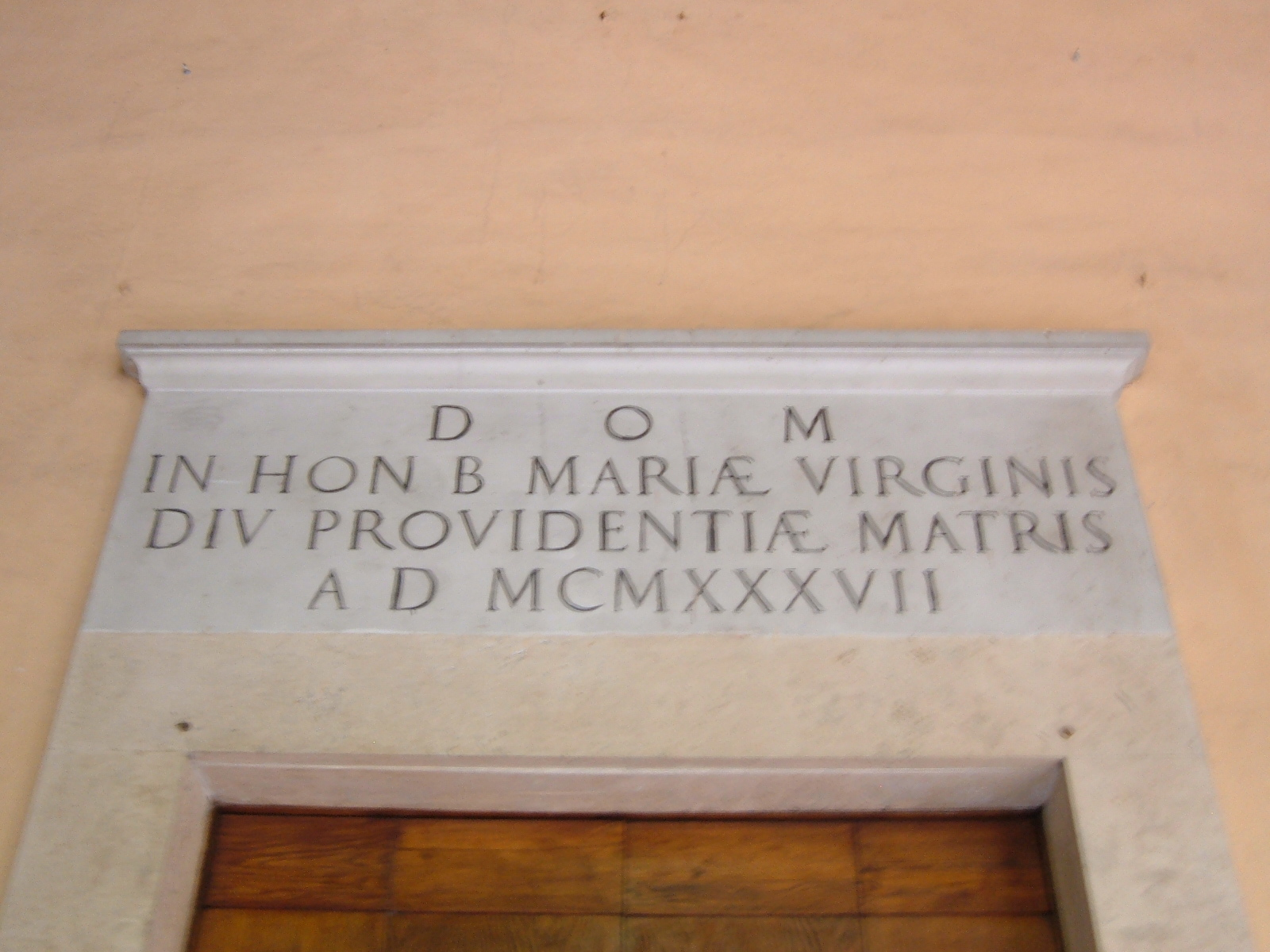
Detalhe do portal.

Esta igreja é sede de uma paróquia homônima instituída em 19 de maio de 1937 através do decreto "Providens mater ecclesia" do cardeal-vigário Francesco Marchetti Selvaggiani. Em 29 de abril de 1969, o papa Paulo VI a elevou a sede do título cardinalício de Santa Maria Mãe da Providência no Monte Verde. A igreja foi construída logo em seguida com base num projeto do arquiteto Tullio Rossi. Nossa Senhora da Providência é uma devoção baseada originalmente um ícone famoso da igreja de San Carlo ai Catinari, o que indica que a igreja originalmente seria administrada pelos barnabitas, que promovem essa devoção. Rossi construiu um convento anexo à igreja, mas ela foi administrada desde a sua consagração pelo clero da Diocese de Roma.

## Descrição

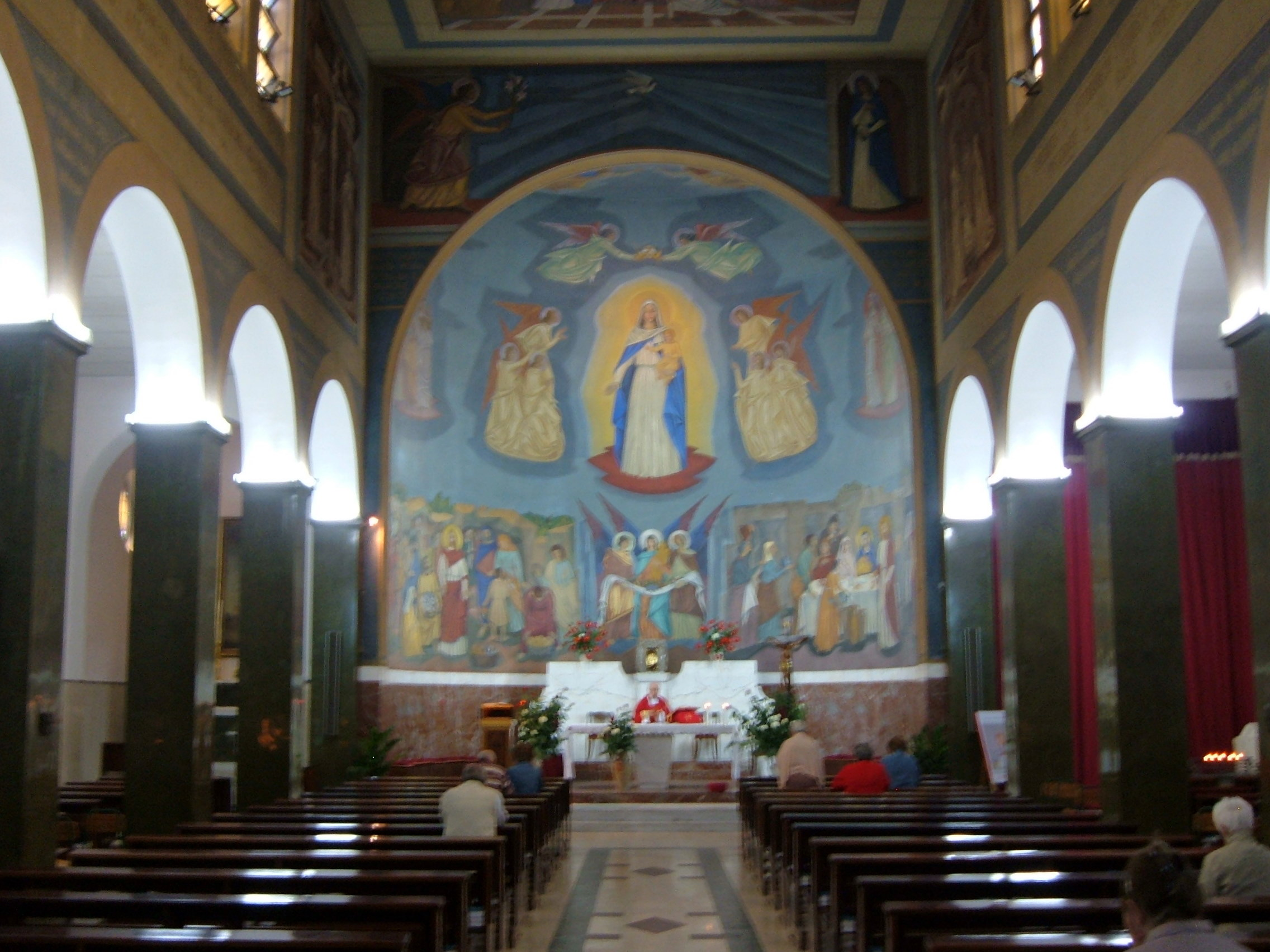
Vista do interior.

A fachada é precedida por um pórtico sustentado por cinco pilares sobre o qual está a inscrição dedicatória em latim "In hon. B. Mariae virginis Div. Providentiae Matris A.D. MCMXXXVII". No interior, a igreja se apresenta em três naves separadas por arcadas sustentadas por pilares. Ela é dominada pelo grande afresco da abside, obra do pintor Igino Cupelloni, que retrata "Maria em Glória", com anjos e episódios dos Evangelhos. No arco da abside está uma "Anunciação". O teto e as paredes da nave central estão inteiramente recobertos por pinturas do mesmo artista.